# Xinyang
Xinyang is een stad in de gelijknamige prefectuur in het zuidoosten van de Chinese provincie Henan, Volksrepubliek China.
Bij de volkstelling van 2020 had de stad 1.014.843 inwoners, de gehele prefectuur had 6.234.401 Inwoners.
Xinyang grenst in het noorden aan Zhumadian, in het noordwesten aan Nanyang, in het oosten aan de provincie Anhui en in het zuiden aan Hubei.

## Indeling
Prefectuurstad Xinyang omvat 3 districten en 8 arrondissementen.
- Shihe, district (浉河区)
- Pingqiao, district (平桥区)
- Yangshan, district (羊山新区)
- Huangchuan, arr. (潢川县)
- Huaibin, arr. (淮滨县)
- Xi, arr. (息县)
- Xin, arr. (新县)
- Shangcheng, arr. (商城县)
- Gushi, arr. (固始县)
- Luoshan, arr. (罗山县)
- Guangshan, arr. (光山县)

## Economie
In Xinyang is de staalfabriek van Xinyang Steel gevestigd, een onderdeel van staalgroep Anyang Steel.

## Geboren in Xinyang
- Han Suyin (1917-2012), schrijfster, sinologe en arts